# غاستون ميرلو
غاستون ميرلو (بالإسبانية: Gastón Merlo)‏ (26 يناير 1985 في الأرجنتين - ) هو لاعب كرة قدم أرجنتيني في مركز الهجوم. لعب مع فيرو كاريل أويستي ونادي إس إتش بي دا نانغ.

## وصلات خارجية
- غاستون ميرلو على موقع قاعدة بيانات كرة القدم.إي يو (الإنجليزية)
- غاستون ميرلو على موقع Soccerway.com (الإنجليزية)